# لوگان، شهرستان اوگماو، میشیگان
لوگان (به انگلیسی: Logan Township) یک منطقهٔ مسکونی در ایالات متحده آمریکا است که در شهرستان اوگماو واقع شده‌است.
 لوگان  ۵۵۱ نفر جمعیت دارد و ۲۵۹ متر بالاتر از سطح دریا واقع شده‌است.